# Jowmīān
Jowmīān är en ort i Iran.   Den ligger i provinsen Khorasan, i den östra delen av landet, 800 km öster om huvudstaden Teheran. Jowmīān ligger 1 313 meter över havet och antalet invånare är 357.
Terrängen runt Jowmīān är platt åt nordväst, men åt sydost är den kuperad.Runt Jowmīān är det glesbefolkat, med 12 invånare per kvadratkilometer. Närmaste större samhälle är Khūsf, 1,2 km nordost om Jowmīān. Trakten runt Jowmīān är ofruktbar med lite eller ingen växtlighet.